# برونگل، نیو ساوت ولز
برونگل (به انگلیسی: Brungle) یک شهرک در استرالیا است که در نیو ساوت ولز واقع شده‌است.